# ロジフレックス
ロジフレックス株式会社（英: Logiflex Corporation）は、日本の山梨県に本社を置く運送会社。
横河電機株式会社の子会社・横河物流サービス株式会社の事業を譲受し、発足した。
横河電機の社員が、マネジメント・バイアウト（MBO）で独立した、横河電機のOB会社である。

## 概要
横河電機の社員であった久米田正明が、横河電機の子会社・横河物流サービスの貨物自動車による運送事業を譲受し、その受け皿として設立した会社である。
当初は、横河電機グループ各社の商品配送を一手に引き受けていたが、2010年代半ばに、横河電機からは撤退し、現在は横河レンタ・リースとキーサイト・テクノロジー（旧・横河ヒューレット・パッカード）が主要取引先である。
大型・中型トラックによる精密機器の配送が主力事業であり、工場や物流センターにおける構内物流業務の受託も行っている。

## 事業所
- 本社：山梨県笛吹市
- 営業所：神奈川県相模原市、東京都八王子市、大阪府摂津市

## その他
創業者の久米田正明は、中央競馬の馬主でもあり、所有する競走馬に同社からとった「ロジ」の冠名をつけて命名している。主な活躍馬に2009年の東京優駿（日本ダービー）を制したロジユニヴァースなどがある。